# Christophe Gin
Christophe Gin (* 1965 in Nevers, Frankreich) ist ein französischer Fotograf.

## Leben
Gin erhielt keine formelle Ausbildung zum Fotografen, begann jedoch zu Beginn der 1990er Jahre mit einer fotografischen Langzeitstudie über arme Leute in Frankreich. Seine erste Studie umfasste die Jahre 1994 bis 2001 und trägt den Titel Nathalie, Conduite de Pauvreté (Nathalie, der Ablauf von Armut). 
Seit 2001 ist Gin überwiegend in dem französischen Überseedépartement Guyana tätig und erstellte dort die Fotodokumentation Les Zones de Non-Droit en France (Die gesetzlosen Zonen in Frankreich), die in der Grenzzone zu Brasilien unter Goldsuchern, Soldaten und Ureinwohnern aufgenommen wurde. Gin plant eine weitere Dokumentation mit dem Titel Le Pont des Illusions über seine Beobachtungen in Guyana in den Jahren 2002 bis 2014.

## Preise und Auszeichnungen
- 2015: Carmignac Photojournalism Award der Fondation Carmignac, Paris.

## Ausstellungen
- 2015: Chapelle des Beaux-Arts de Paris, Paris.
- 2015: Saatchi Gallery, London.

## Veröffentlichungen
- Colony/Colonie. Kehrer Verlag, Heidelberg 2015, ISBN 978-3-86828-674-8.[1]
- L'herbier des Malesherbes : des jeunes sans logis agissent et prennent la parole, Paris : Droits devant!! éditions, 1995, ISBN 291-108402-0